# Kerkateskánd
Kerkateskánd è un comune dell'Ungheria di 180 abitanti (dati 2001). È situato nella contea di Zala.